# Due South - Due poliziotti a Chicago
Due South - Due poliziotti a Chicago (Due South), trasmessa anche con il titolo Due dritti a Chicago, è una serie televisiva poliziesca canadese, con elementi della commedia, prodotta a partire dal settembre 1994 e terminata nel dicembre del 1999. La serie fu creata da Paul Haggis, prodotta da Alliance Communications, con protagonisti Paul Gross, David Marciano, Gordon Pinsent, Beau Starr, Camilla Scott, Ramona Milano e Callum Keith Rennie.
Ambientata a Chicago, la serie segue le avventure dell'agente Benton Fraser (Paul Gross), un ufficiale della Royal Canadian Mounted Police (RCMP), di collegamento al consolato canadese ma che lavora con il detective Raymond Vecchio del Chicago Police Department per risolvere i crimini, aiutati da Diefenbaker, un mezzo lupo bianco e sordo, che accompagna Fraser. Dalla terza stagione, Fraser lavora con il detective Stanley Kowalski (Callum Keith Rennie), collocato nel dipartimento di polizia per sostituire il detective Vecchio, passato ad un incarico sotto copertura.
La premessa alle vicende narrate è raccontata nell'episodio pilota quando Fraser è temporaneamente inviato a Chicago per assistere Vecchio nelle indagini per l'omicidio di suo padre, anch'egli ufficiale della RCMP. Durante le indagini, fanno venire allo scoperto uno scandalo di corruzione ambientale che coinvolge alcuni membri della RCMP, causando molto imbarazzo e perdita di posti di lavoro nei Territori del Nord-Ovest, e designando Fraser come persona non grata in Canada e all'interno della RCMP, collocandolo perciò permanentemente a Chicago.
La serie, inoltre, gioca sulle differenze stereotipate tra la cultura canadese e americana, ed in particolare, tra l'estremamente educato Fraser e le sue eccezionali abilità investigative e di inseguimento in contrasto con i metodi meno raffinati del detective Vecchio.

## Trama
L'ufficiale della Reale Polizia a Cavallo Canadese (Royal Canadian Mounted Police o RCMP) Benton Fraser, a seguito della morte (per omicidio) del padre, anch'egli membro delle Giubbe Rosse Canadesi, viene trasferito dal suo distaccamento nella Provincia dello Yukon al consolato canadese di Chicago.
Una volta giunto a Chicago, conoscerà il detective Ray Vecchio, poliziotto italo-americano dai modi spicci, membro del dipartimento di Polizia di Chicago.
La reale motivazione del trasferimento di Fraser, dallo Yukon a Chicago, cela in realtà uno scopo preciso.
A seguito di indagini svolte nelle montagne dello Yukon infatti, Fraser scopre che il padre è stato assassinato perché aveva scoperto una serie di crimini commessi a danno dell'ambiente da parte di una grossa società statunitense.
Proprio per risolvere il caso e consegnare gli assassini (e i mandanti) dell'omicidio del padre (e fermare lo scempio ambientale) alla giustizia, Fraser si reca a Chicago e alla fine riesce ad arrestare i colpevoli.
A seguito della riuscita operazione, stringerà una forte amicizia con il detective Ray Vecchio, il quale diventerà il suo partner nelle più disparate indagini del distretto di Polizia.
Nel frattempo Fraser riuscirà a farsi assegnare definitivamente presso un ufficio del consolato canadese e, di conseguenza, si trasferirà a vivere a Chicago.

## Temi ricorrenti
Benton Fraser è l'archetipo Mountie: tenace, educato, e compulsivamente sincero. La serie spesso caratterizza il suo rigido codice morale in fase di sperimentazione dalla parte della cinica realtà della vita di Chicago. Più inusuale è la sua conoscenza enciclopedica delle curiosità (attribuita al fatto che i suoi nonni erano bibliotecari) e una serie di abilità inquietanti. Queste includono la sua abilità di annusare e leccare i rifiuti dalle strade per ottenere indizi sui crimini, il modo in cui può cadere in un cassonetto o altro mucchio di rifiuti e di emergere completamente immacolato e senza spiegazzature, e il modo in cui le molte donne che incontra si innamorano follemente di lui, incluso il suo superiore Margaret (Meg) Thatcher e la sorella di Ray, Francesca. Il fatto che egli raramente persegue le avance delle signore nei suoi confronti è parte del suo fascino.
La serie è a metà tra un poliziesco e una commedia. Anche se segue superficialmente il formato del dramma poliziesco, la commedia deriva da trame esorbitanti, gli stereotipi del canadese auto ironico e dell'americano assertivo, ed elementi occasionali di fantasia, come le visite periodiche fatte al Mountie dal fantasma di suo padre, i cui consigli variano tra il cordiale e l'assurdamente inutile. Il tono della serie e gran parte della commedia è derivato dalle capacità investigative soprannaturali di Fraser. Per esempio, in un episodio, Fraser rintraccia un sospetto annusando l'alito di un ratto per determinare la marca di costolette alla griglia che era stata mangiata. Un'altra gag ricorrente è quando Fraser sta di guardia immobile davanti al consolato canadese, mentre un passante cerca di farlo muovere o parlare.
Tra gli altri temi ci sono il crescente fastidio di Vecchio (e di Kowalski) verso lo stile non ortodosso di Fraser, e la passione di Vecchio per la Buick Riviera del 1971, di cui ne ha possedute tre (le prime due saltate in aria durante le prime stagioni). Durante la stagione 1, prima della prima apparizione del fantasma di suo padre, Fraser è spesso visto leggere da uno dei diari di Fraser senior, di solito un passaggio con una certa rilevanza per la trama dell'episodio. Diversi personaggi della serie hanno lo stesso nome di alcuni ex ministri canadesi e britannici, come Margaret Thatcher, MacKenzie King, e la Dr. Esther Pearson (una parodia di Lester Pearson).

## Stagioni di produzione
Due Poliziotti a Chicago è stato prodotto in 4 stagioni dalla fine del 1994 al 1999.
Il cast comprende come attori protagonisti, Paul Gross (Benton Fraser) e David Marciano (Ray Vecchio).
Mentre Paul Gross rimane il personaggio principale della serie, David Marciano uscirà di scena alla fine della seconda stagione (ufficialmente perché il suo personaggio verrà assegnato a missioni sotto copertura), per fare qualche sporadica apparizione verso la fine della quarta stagione.
Al suo posto arriva Callum Keith Rennie in veste del detective Stanley Raymond Kowalski.
Altro personaggio fisso in tutta la serie sarà il lupo (come precisato varie volte nel corso delle stagioni) di Fraser, Diefenbaker (cognome di un importante politico e primo ministro canadese degli anni cinquanta-sessanta), la cui particolarità è quella di essere sordo ma saper leggere le labbra in inglese e forse in inuktitut.

## Episodi
| Stagione         | Episodi | Prima TV originale | Prima TV Italia |
| ---------------- | ------- | ------------------ | --------------- |
| Prima stagione   | 23      | 1994-1995          | 1995            |
| Seconda stagione | 18      | 1995-1996          | 1996            |
| Terza stagione   | 13      | 1997-1998          | 1998            |
| Quarta stagione  | 13      | 1998-1999          | 1999            |

## Colonna sonora
Una delle peculiarità di questa serie è proprio la colonna sonora. Ogni episodio infatti si caratterizza per alcuni temi musicali portanti che si affiancano a determinate scene.
Il genere predominante è il folk rock, caratterizzato da melodie molto lente e riflessive nelle scene impegnate, e melodie molto sostenute durante le scene d'azione.

## Titolo originale
Mentre in Italia la serie è arrivata con il titolo Due poliziotti a Chicago, in realtà il titolo originale è Due South, letteralmente tradotto: Verso Sud.
Motivo di questo titolo è il fatto che, essendo il personaggio di Fraser, proveniente dal profondo nord, la provincia canadese dello Yukon, per giungere a Chicago, egli deve dirigersi sempre verso Sud.

## Set televisivo
Durante tutto lo svolgimento della serie, salvo poche riprese "esterne", i personaggi dicono di vivere e lavorare nella città di Chicago (Illinois).
In realtà, salvo qualche scena, la quasi totalità della serie è stata girata a Toronto (Ontario).